# 龙沙公园

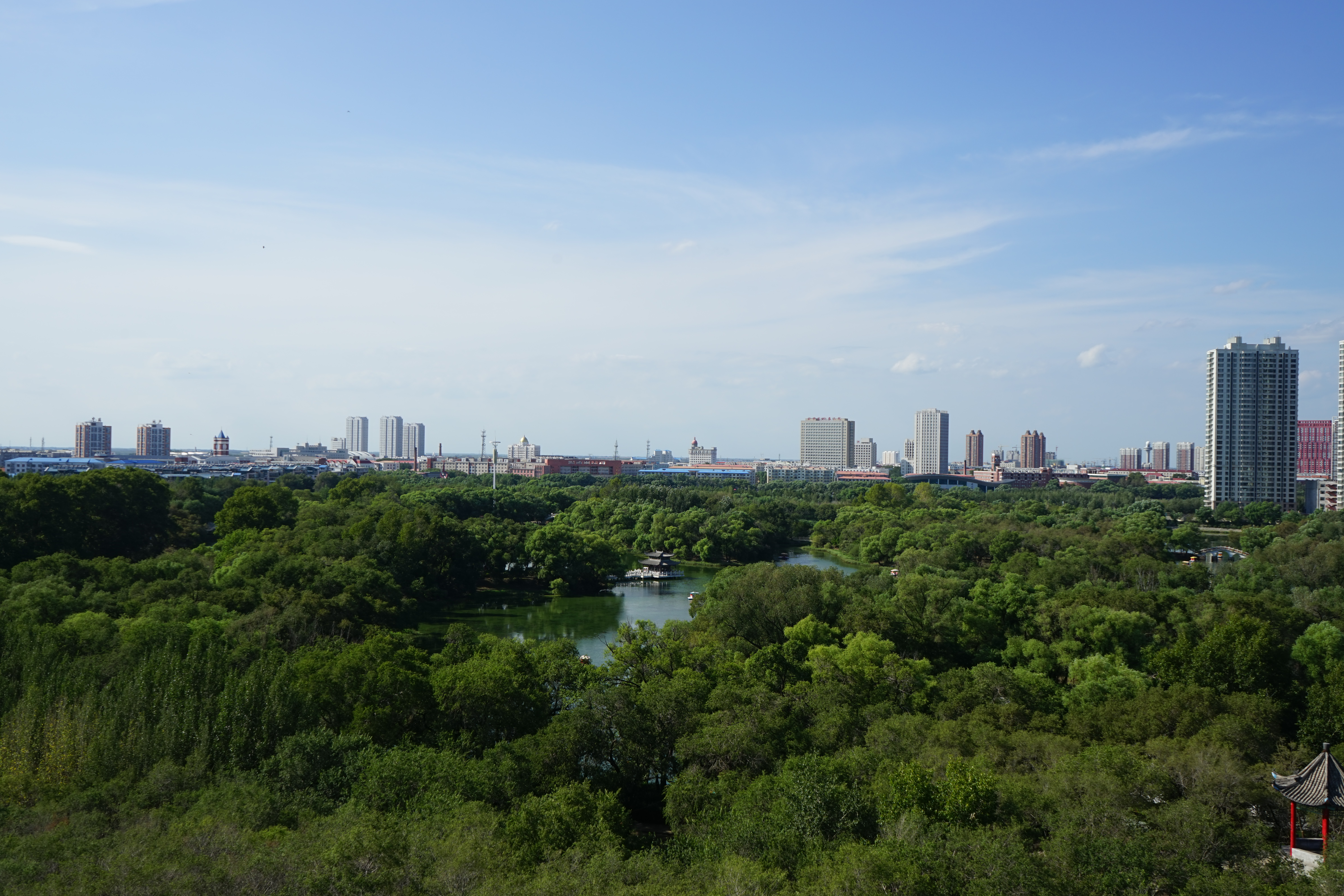
天远阁眺望龙沙公园

龙沙公园坐落在齐齐哈尔市中心，占地面积64公顷，其中水域面积20公顷。是中国东北地区最大的综合城市公园。著名的建筑望江楼就位于龙沙公园劳动湖畔假山上，始建于1908年，许多名人到过此处，刘少奇、周恩来、朱德、董必武、邓小平等先后光临齐齐哈尔市，到望江楼观光赏景。朱德为望江楼题名。